# Betsy Brantley
Pour les articles homonymes, voir Brantley.
Betsy Brantley, née le 20 septembre 1955 à Rutherfordton, en Caroline du Nord, est une actrice américaine.

## Biographie
Betsy Brantley est né à Rutherfordton, en Caroline du Nord.  Elle est la sœur aînée du producteur et scénariste Duncan Brantley, et était autrefois mariée à l'acteur Simon Dutton et au cinéaste Steven Soderbergh.
Betsy a étudié l'anglais à l'université de Caroline du Nord à Chapel Hill, de 1973 à 1977 et a enseigné à la Central School of Speech and Drama au Royaume-Uni de 1977 à 1980, avant de se lancer dans une carrière cinématographique, carrière qui commence en 1981. Elle alterne de 1981 à 2002 le grand écran et à la télévision des séries et téléfilms.
Durant la décennie 2000, elle fait encore quelques apparitions avant de mettre une pause à sa carrière. Après 20 ans d'absence, elle participe au film de Steven Sodenbergh Kimi, en prêtant sa voix au personnage de Kimi.

## Filmographie

### Cinéma
- 1981 : Shock Treatment de Jim Sharman : Neely Pritt
- 1982 : Cinq Jours, ce printemps-là (Five Days One Summer) de Fred Zinnemann : Kate
- 1984 : Another Country : Histoire d'une trahison (Another Country) de Marek Kanievska : Julie Schofield
- 1987 : Le Quatrième Protocole (The Fourth Protocol) de  	John Mackenzie : Eileen McWhirter
- 1987 : Princess Bride de Rob Reiner : La mère
- 1988 : Qui veut la peau de Roger Rabbit (Who Framed Roger Rabbit) de Robert Zemeckis : Jessica's Performance Model
- 1990 : Dark Angel de Craig R. Baxley : Diane Pallone
- 1990 : Havana de Sydney Pollack : Diane
- 1993 : Flesh and Bone de Steve Kloves : Peg
- 1993 : Shepherd on the Rock  : Jean
- 1996 : Schizopolis de Steven Soderbergh : Mrs Munson
- 1997 : Washington Square d'Agnieszka Holland : Mrs. Montgomery
- 1998 : Code Mercury (Mercury Rising) de Harold Becker : Special Ed Teacher
- 1998 : Deep Impact de Mimi Leder : Ellen Biederman
- 1999 : Trader de James Dearden : Brenda Granger
- 1999 : Double Jeu  (Double Jeopardy) de Bruce Beresford : Prosecutor
- 2002 : The Angel Doll : Mary Barlow
- 2008 : This Man's Life (court métrage) : Mrs. Zimmerman
- 2022 : KIMIde Steven Soderbergh (voix)

### Télévision
- 1985 : Les Aventures de Sherlock Holmes (The Adventures of Sherlock Holmes) (série télévisée) (épisode : The Dancing men ) : Elsie Cubitt
- 1985 : Coup de foudre dans l'Orient-Express (Romance on the Orient Express ) : Stacey
- 1985 : Oscar (série télévisée) (épisode : Gilded Youth) : American Beauty
- 1987 : Dream Lost, Dream Found  : Jane McAllister
- 1987 : London Embassy  (Série télévisée) : Flora Domingo-Duncan
- 1988 : The Comic Strip Presents...   (épisode : The Yob)  (Série télévisée) : Vanessa
- 1988 : A Year in the Life   (épisode : "Glory Days")  (Série télévisée) : Cynthia
- 1988 : Heartbeat   (épisode : Where's Solomon When You Need Him?)  (Série télévisée) : Dorothy
- 1988 : La Belle et la Bête (Beauty and the Beast) (Série télévisée) : Nancy Tucker
- 1988 : American Playhouse   (épisode : The Big Knife)  (Série télévisée) : Marion Castle
- 1989 : Men   (épisode : Baltimore)  (Série télévisée) : Claire
- 1989 : Commando Viêt-nam (Tour of Duty) (série télévisée) : Dr. Jennifer Seymour
- 1992 : Yesterday Today : Jean
- 1993 : The Jackie Thomas Show   (épisode : Stand up for Bastards)  (Série télévisée) : Gail Harper
- 1993 : Jack's Place   (épisode : True Love Ways)  (Série télévisée) : Claudia
- 1993 : Final Appeal : Fran
- 1995 : Little Lord Fauntleroy     (Série télévisée) : Mrs. Errol
- 1995 : Amazing Grace (épisode The Fugitive)    (Série télévisée)
- 1995 : Papa, l'ange et moi (Dad, the Angel & Me) : Susan Lyons
- 1996-1997 : Les Aventuriers du Paradis (Second Noah) (série télévisée) : Jessie Beckett
- 1997 : Les Anges du bonheur (Touched by an Angel)  (Série télévisée) (épisode : "Great Expectations") : Joanne McNabb
- 1998 : New York Police Blues (Série télévisée) (épisode : Speak for Yourself, Bruce Clayton) : Val Dixon
- 1998 : De la Terre à la Lune (From the Earth to the Moon) (Série télévisée) (épisode : "Mare Tranquilitatis") : Jan Armstrong
- 1999 : Chicago Hope : La Vie à tout prix (Chicago Hope) (Série télévisée) (épisode : "The Heavens Can Wait") : Mrs. Dano
- 2002 : Impact : Diane Cousins

## Vie privée
Elle a été mariée à Steven Sodenbergh (2 décembre 1989 - 1994) : un enfant (divorcée), puis à Simon Dutton, dont elle a divorcé.